# Köthel, Lauenburg
Köthel är en kommun i Kreis Herzogtum Lauenburg i förbundslandet Schleswig-Holstein i Tyskland. Kommunen ligger på östra sidan av floden Bille och gränsar till kommunen Köthel i Kreis Stormarn på västra sidan av floden.
Kommunen ingår i kommunalförbundet Amt Schwarzenbek-Land tillsammans med ytterligare 18 kommuner.